# Chalceus erythrurus
Chalceus erythrurus és una espècie de peix d'aigua dolça de la família dels caràcids i de l'ordre dels caraciformes.
Els adults poden assolir fins a 21,4 cm de llargària total. Viu en zones de clima tropical entre 22 °C - 26 °C de temperatura. Es troba a Sud-amèrica: rius Amazones, Solimões i Ucayali.